# Andrzej Pronaszko

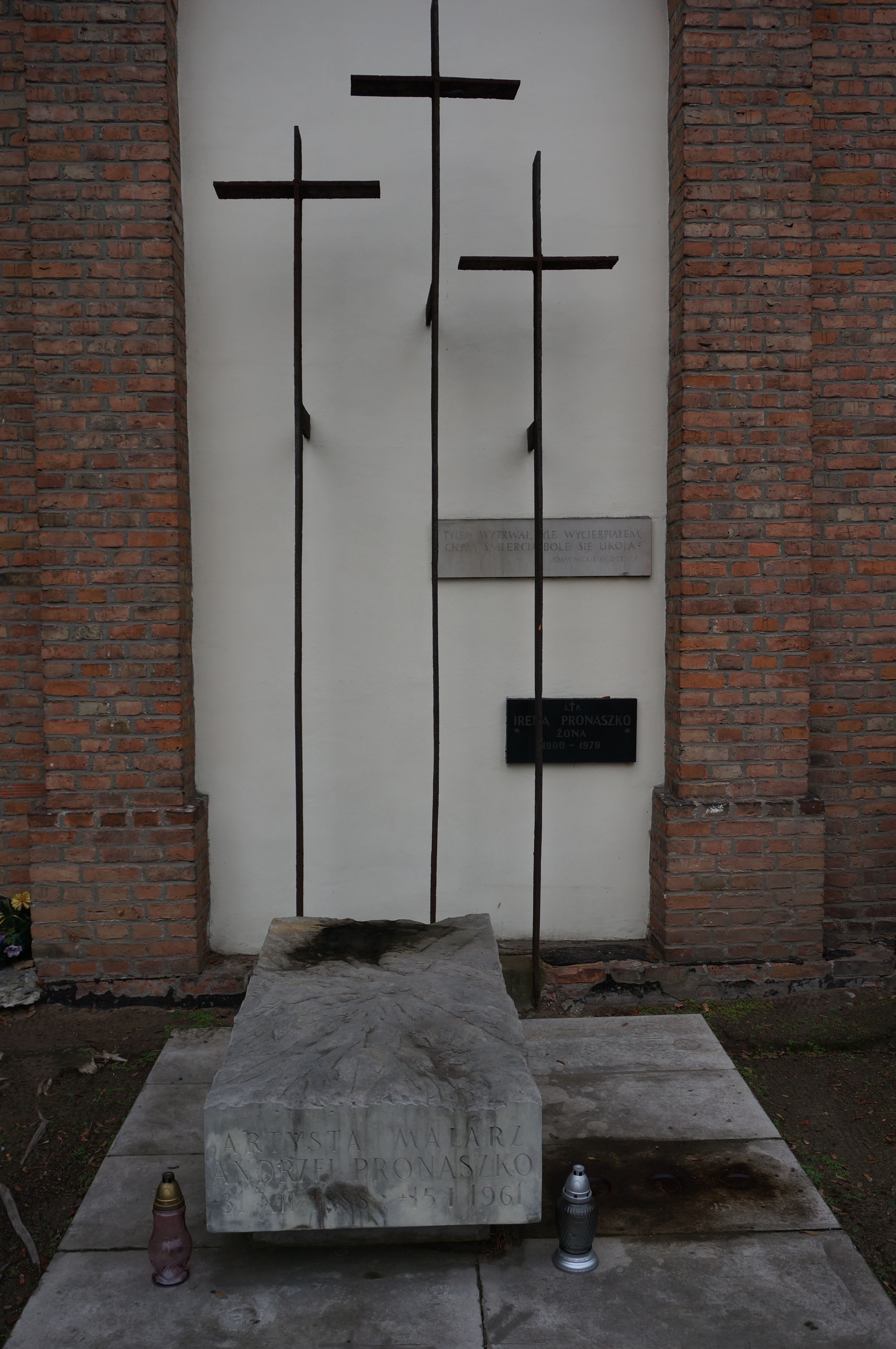
Grób Andrzeja Pronaszki na cmentarzu Powązkowskim

Andrzej Pronaszko (ur. 31 grudnia 1888 w Derebczynie, zm. 15 stycznia 1961 w Warszawie) – malarz, scenograf, pedagog; reprezentant awangardowej sztuki lat 20. i 30. XX wieku, członek ugrupowań Formiści i Praesens.

## Życiorys
Urodził się w Derebczynie na Podolu, w rodzinie Franciszka, dyrektora cukrowni, i Feliksy Bony z Sawickich. Był starszym bratem Stefana Pronaszki. Ukończył szkołę realną w Kijowie. Edukację artystyczną rozpoczął w 1906 w Wyższej Szkole Przemysłowej w Krakowie. Studia odbył w latach 1909–1910 w krakowskiej Akademii Sztuk Pięknych, gdzie był uczniem Leona Wyczółkowskiego i Stanisława Dębickiego. Następnie wyjechał doskonalić swój warsztat artystyczny w Monachium i Paryżu. W czasie I wojny światowej przebywał w Zakopanem, gdzie zrealizował z bratem, Zbigniewem Pronaszko pierwsze projekty scenograficzne (Lilla Weneda i Legion). Należał wtedy do konspiracyjnej Rady Teatralnej. W 1917 wraz z bratem i Tytusem Czyżewskim założył grupę Ekspresjonistów Polskich (przemianowaną w 1919 na Formistów). Wraz z grupą organizował w Krakowie wystawy Niezależnych wzorowane na paryskim Salon des Indépendants.
W 1927 związał się z grupą Praesens skupiającą architektów i malarzy o konstruktywistycznym rodowodzie. Wspólnie z Szymonem Syrkusem wykonał w 1928 projekt Teatru Symultanicznego. W dekoracji scenicznej główny nacisk kładł na kwestie funkcjonalności. W 1934 zaprojektował ze Stefanem Bryłą Teatr Ruchomy z obrotową widownią otoczoną sceną. W latach 1924–1937 zaprojektował kilkadziesiąt scenografii do sztuk w lwowskim Teatrze Wielkim.
Pronaszko swoje prace malarskie prezentował w warszawskim Salonie Sztuki Czesława Garlińskiego (1929, 1930), Muzeum Miejskim w Gdańsku (1930) i salonie Związku Zawodowego Polskich Artystów Plastyków we Lwowie (1935). W 1937 otrzymał srebrny medal za kompozycję W sklepie instrumentów muzycznych na Międzynarodowej Wystawie „Sztuka i Technika” w Paryżu. W czasie II wojny światowej był członkiem konspiracyjnej Rady Teatralnej. Po wojnie osiadł w Warszawie i w 1957 został mianowany profesorem tamtejszej Państwowej Wyższej Szkoły Teatralnej (obecnie Akademia Teatralna im. Aleksandra Zelwerowicza).
Zmarł w Warszawie, pochowany na cmentarzu Powązkowskim (Aleja Zasłużonych-1-110).

## Twórczość
We wczesnej fazie twórczości na artystę oddziaływała sztuka Młodej Polski. Jego pierwsze prace były stylistycznie pokrewne malarstwu symbolicznemu (Autoportret na tle gałęzi drzewa). Okres formistyczny był dla Pronaszki lekcją dyscypliny i szkołą budowania form. Wykorzystał swe ówczesne doświadczenia w późniejszych kompozycjach scenograficznych – prace jego były oszczędne w formie, pozbawione zbytecznych szczegółów, mocne i pełne treści (Procesja). W 1921 pojawia się szaro-niebieskawa dominacja kolorystyczna (Ucieczka Marii do Egiptu), stopniowo odchodzi od formizmu na rzecz zagadnień kolorystycznych – tworzy prace o tematyce batalistycznej i rodzajowej oraz martwe natury i portrety. Podróż do Francji i Włoch pod koniec lat 20. owocuje pejzażami wykonanymi techniką akwarelową (Kościół w Fort Vendre). Przystępując do grupy Praesensu tworzy kompozycje odzwierciedlające założenia konstruktywizmu (Scena. Kompozycja konstruktywistyczna) – ograniczone do prostych elementów geometrycznych: koła, trójkąta i linii prostej, wzajemnie oddziałujących wewnątrz obrazu. W latach 50. powraca do martwych natur, których częstym tematem stały się instrumenty muzyczne.
Andrzej Pronaszko zajmował się również grafiką użytkową. W 1930 roku przy współpracy z Adolfem Szyszko-Bohuszem i Włodzimierzem Padlewskim, zaaranżował wystrój wnętrz Zameczku Prezydenckiego w Wiśle.

### Malarstwo
- Autoportret na tle gałęzi drzewa (1908) – Lwowska Galeria Obrazów
- Akrobaci (1921)
- Chrystus Nauczający
- Kuszenie
- Triumf śmierci
- cykl Złożenie do grobu m.in. Procesja (1916) – Muzeum Narodowe w Warszawie
- Mnich (1917) – Muzeum Sztuki w Łodzi
- Podpalacz (1918)
- Taniec (1920)
- Ucieczka Marii do Egiptu (1921)
- W pracowni
- Portret żony
- Poranek na folwarku (1927)
- Upalny podwieczorek
- Kościół w Fort Vendre
- Pałac w Trouville
- Przystań w Collioure
- cykl Pejzaże sentymentalne
- Scena. Kompozycja konstruktywistyczna (1927)
- Pożegnanie z muzą (1949–1951)
- Martwa Natura z gwiazdami (1952–1953)

### Scenografia
Sztuki w reżyserii Stefana Żeromskiego w czasie I wojny światowej:
- Lilla Weneda Juliusza Słowackiego
- Legion Stanisława Wyspiańskiego

Teatr Polski (obecnie Teatr im. Stefana Jaracza w Łodzi) w latach 1917–1918:
- Kordian Juliusza Słowackiego
- Dziady Adama Mickiewicza
- Noc listopadowa Stanisława Wyspiańskiego
- Achilleis Stanisława Wyspiańskiego

tr Słowackiego w Krakowie w latach 1922–1924:
- Maria Stuart Juliusza Słowackiego
- Sen nocy letniej Williama Szekspira
- Warszawianka Stanisława Wyspiańskiego

Sztuki w reżyserii Leona Schillera we Lwowie w latach 1924–1932:
- Opowieść zimowa Williama Szekspira
- Dziady Adama Mickiewicza
- Sen srebrny Salomei Juliusza Słowackiego

Sztuki w reżyserii Wilama Horzycy we Lwowie w latach 1932–1937:
- ponad 50 projektów

## Ordery i odznaczenia
- Order Sztandaru Pracy II klasy (22 lipca 1949)[3]
- Złoty Krzyż Zasługi (15 czerwca 1946)[4]
- Medal Niepodległości (9 listopada 1933)[5]
- Medal 10-lecia Polski Ludowej (28 stycznia 1955)[6]

## Nagrody
- 1947: nagroda na Ogólnopolskim Festiwalu Szekspirowskim za scenografię do „Snu nocy letniej” Williama Szekspira w Teatrze im. Stanisława Wyspiańskiego w Katowicach[7]

- 1955: Nagroda Państwowa I stopnia za całość twórczości scenograficznej[7][8]